# Giorgio Lingua
Dom Giorgio Lingua (23 de março de 1960) é prelado italiano da Igreja Católica que trabalha no serviço diplomático da Santa Sé desde 1992. Ele foi nomeado núncio apostólico na Croácia em 22 de julho de 2019. Anteriormente, foi núncio no Iraque, na Jordânia e em Cuba.

## Biografia
Ele nasceu em 23 de março de 1960 em Fossano, na província de Cuneo, Itália. Ele foi ordenado em 10 de novembro de 1984. Ele obteve doutorado em direito canônico.  Para se preparar para a carreira de diplomata, concluiu o curso de estudos na Pontifícia Academia Eclesiástica em 1988.
Entrou para o serviço diplomático da Santa Sé em 1 de julho de 1992. Trabalhou nas representações papais na Costa do Marfim e nos Estados Unidos, e na Seção de Relações com os Estados da Secretaria de Estado, bem como nas nunciaturas apostólicas na Itália e na Sérvia. 
Em 4 de setembro de 2010, o Papa Bento XVI o nomeou núncio apostólico no Iraque e na Jordânia, bem como arcebispo titular da Tuscania. Ele recebeu sua consagração episcopal de Dom Tarcisio Bertone em 9 de outubro de 2010.
Questionado sobre os ataques aéreos dos EUA em 2014 em resposta ao avanço do Estado Islâmico do Iraque e do Levante (EIIL), Lingua disse: "Isso é algo que tinha que ser feito, caso contrário [o Estado Islâmico] não poderia ser detido. Mas, devemos nos perguntar por que chegamos a este ponto: não foi uma falta de inteligência? Não fomos capazes de entender o que estava acontecendo? E então: quem deu a esses [combatentes do Estado Islâmico] armas tão sofisticadas?”.
Em 17 de março de 2015, o Papa Francisco nomeou-o núncio apostólico em Cuba.
Em 22 de julho de 2019, Francisco nomeou-o núncio apostólico na Croácia.